# Sarny (osada leśna w województwie lubelskim)
Sarny – osada leśna w Polsce położona w województwie lubelskim, w powiecie ryckim, w gminie Ułęż.
W latach 1975–1998 miejscowość położona była w województwie lubelskim.